# Oulchy-la-Ville
 Oulchy-la-Ville  là một xã ở tỉnh Aisne, vùng Hauts-de-France thuộc miền bắc nước Pháp.